# حب من نار (فلم 2022)
حب من نار (بالإنجليزية: Fire of Love) هو فيلم وثائقي أمريكي كندي لعام 2022، من إخراج وإنتاج سارة دوسا، ومن سيناريو شين بوريس، تم عرض الفيلم لأول مرة عالميًا في مهرجان صندانس السينمائي في 20 يناير 2022. وتم عرضه من قبل ساوث باي ساوث ويست في 11 مارس 2022.

## روابط خارجية
- مقالات تستعمل روابط فنية بلا صلة مع ويكي بيانات